# Peugeot 402
Peugeot 402 — великий сімейний автомобіль, який вироблявся в Сошо, Франція, з 1935 по 1942 рік компанією Peugeot. Він був представлений на Паризькому автосалоні в 1935 році, замінивши Peugeot 401.
Peugeot 403, представлений приблизно через тринадцять років після припинення виробництва 402, можна розглядати як природного спадкоємця старішого автомобіля. (Одразу після Другої світової війни ринок вимагав менших автомобілів: Peugeot визнав це, зосередившись наприкінці 1940-х і на початку 1950-х років на своїх моделях 202 і 203).

## Двигуни
- 1991 cc straight-4 1935–10/1938
- 2142 cc straight-4 10/1938–1942